# ترامپوک (کنارک)
ترامپوک یک روستا در ایران است که در استان سیستان و بلوچستان واقع شده‌است. ترامپوک ۲۴ نفر جمعیت دارد.